# Croatobranchus mestrovi
Croatobranchus mestrovi je stigobiontni organizam, vrsta pijavice koja živi isključivo u podzemnim vodama i potpuno je prilagođena takvom načinu života.
Prvi je put pronađena 1994. na dnu Lukine jame (na dubini -1392 m), na sjevernom Velebitu, a od tada je pronađena u još 3 hrvatske jame, sve na sjevernom Velebitu: u Slovačkoj jami, jami Olimp i velebitskom jamskom sustavu. Kako do sad nije poznato ni jedno drugo stanište ove vrste za sada ju se smatra velebitskim endemom.
Pronađena je uglavnom na dubinama ispod 500 m, najčešće pričvršćena na stijeni u slabom vodenom toku ili u nakapnicama s tekućom vodom temperature 4-6 °C.
Prvi detaljan morfološki opis ove podzemne pijavice dali su prof. dr. sc. Mladen Kerovec i suradnici.

## Nedoumice o položaju
Položaj ove vrste u sistematici još nije općeprihvaćen. Slovenski znanstvenik, biolog prof. dr. Boris Sket sa suradnicima je prema anatomskoj građi i 2001. godine provedenoj analizi genske sekvence 18S rRNA odredio njen filogenetski položaj unutar porodice Erpobdellidae. Iz navedene analize vidljivo je, da je vrsta bliska rodu Dina, i da pripada rodu Erpobdella, te dio znanstvene zajednice(Oceguera-Figuero sa suradnicima, 2005.), ocjenjujući da je rezultat DNK analize presudan za određivanje srodnosti, vrstu svrstavaju u taj rod. No, Boris Sket i Peter Torntelj temeljem velikih razlika u morfologiji i staništu, i dalje koriste naziv roda Croatobranchus.
Vrsta je prvi znanstveni naziv Croatobranchus mestrovi dobila po akademiku Milanu Meštrovu, redovnom profesoru Prirodoslovno-matematičkog fakulteta Sveučilišta u Zagrebu, jednom od pionira i pokretača istraživanja podzemne, prvenstveno intersticijske faune na području Hrvatske.

## Znanstveni radovi na ovu temu
1. Kerovec, M., Kučinić, M., Jalžic, B., 1999.: Croatobranchus mestrovi sp. n. -predstavnik nove endemske podzemne vrste pijavica. Spelolog 44/45, 35–36.
2. Oceguera-Figueroa, Alejandro, León-Règagnon Virginia, Siddall, Mark E.  2005.: Phylogeny and revision of Erpobdelliformes (Annelida, Arhynchobdellida) from Mexico based on nuclear and mithochondrial gene sequences. Revista Mexicana de Biodiversidad 76 (2): 191-198.
3. Sidall, Mark E., 2002.: Phylogeny of the leech family Erpobdellidae (Hirudinida : Oligochaeta). Invertebrate Systematics, 16, 1–6.
4. Sket, B., Dovc, P., Jalžić, B., Kerovec, M., Kučinić, M., Trontelj, P, 2001. : A cave leech (Hirudinea, Erpobdellidae) from Croatia with unique morphological features. Zoologica Scripta 30, 223–229.
5. Sket, B., Trontelj, P., 2008. Global diversity of leeches (Hirudinea) in freshwater. Hydrobiologia, 595: 129-137.